# Studentská cena míru
Studentská cena míru (anglicky Student Peace Prize) se uděluje každý druhý rok studentu nebo studentské organizaci, která významně přispěla k budování míru a k propagaci lidských prav. Cena se uděluje jménem všech norských studentů a její administraci provádí Sekretariát Studentské mírové ceny v městě Trondheim, který ustanovuje národní radu pro nominaci s reprezentanty z univerzit v Norsku a též nezávislou Radu mírové ceny, které cenu udělují. Ceremonie udělování probíhá na Mezinárodním studentském festivalu v Trondheim (ISFiT).

## Nominace
Nominační komise akceptuje nominace od všech zainteresovaných stran. Nominovaný může být pouze student nebo studentská organizace. Nominační komise je složena z různých norských univerzit a fakult.

## Nositelé ceny

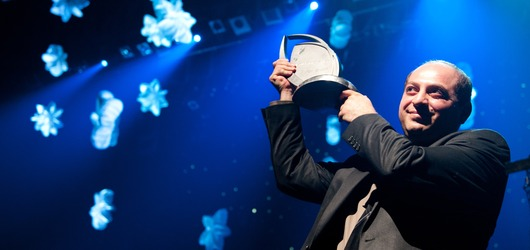
Dusko Kostic dostal ocenění za rok 2011

- 1999 – ETSSC, studentská organizace ze státu Východní Timor a Antero Benedito da Silva
- 2001 – ABFSU, studentská organizace ze státu Barma a Min Ko Naing
- 2003 – ZINASU, studentská organizace ze státu Zimbabwe
- 2005 – ACEU, studentská organizace ze státu Kolumbie
- 2007 – Charm Tong ze státu Barma
- 2009 – Elkouria Amidane ze státu Západní Sahara
- 2011 – Duško Kostić z Chorvatska